# Allossana
L'allossana è un composto eterociclico, formalmente un derivato ossigenato della pirimidina, ureide dell'acido mesossalico.
Viene citata da Primo Levi nel libro "Il sistema periodico", nel quale ne descrive la difficoltosa sintesi a partire dall'acido urico estratto da escrementi di gallina.